# Момино (област Търговище)
Вижте пояснителната страница за други населени места с името Момино.
Момино е село в Североизточна България. То се намира в община Търговище, област Търговище.

## География
Селото се намира в началото на Стара планина, на 9 км от град Търговище.
Надморска височина около 490 м

## История
Селото е основано от турци, преселили се от село Давидово и до 21 април 1923 г. носи името Къз Ана теке. Днес в него живеят предимно турци и българи, в селото няма роми. Местните възрастни хора споделят, че по време на социализма са правени проучвания и въздуха го сравняват с въздуха в Банкя. 

## Население
Численост на населението според преброяванията през годините:
| \| Година на преброяване \| Численост \| \| --------------------- \| --------- \| \| 1934 \| 756 \| \| 1946 \| 685 \| \| 1956 \| 479 \| \| 1965 \| 470 \| \| 1975 \| 396 \| \| 1985 \| 319 \| \| 1992 \| 316 \| \| 2001 \| 257 \| \| 2011 \| 214 \| \| 2021 \| 191 \| |           |
| Година на преброяване | Численост |
| 1934 | 756       |
| 1946 | 685       |
| 1956 | 479       |
| 1965 | 470       |
| 1975 | 396       |
| 1985 | 319       |
| 1992 | 316       |
| 2001 | 257       |
| 2011 | 214       |
| 2021 | 191       |

### Етнически състав
Преброяване на населението през 2011 г.
Численост и дял на етническите групи според преброяването на населението през 2011 г.:
|                     | Численост | Дял (в %) |
| Общо                | 214       | 100.00    |
| Българи             | 55        | 27.50     |
| Турци               | 156       | 72.89     |
| Цигани              |           |           |
| Други               |           |           |
| Не се самоопределят | 0         | 0.00      |
| Неотговорили        | 1         | 0.46      |

## Културни и природни забележителности
В източния край на селото се намира тюрбето на Къз Ана, легендарно момиче, почитано от алевиите. Сградата има размери 6,5 x 4,4 m, конструкцията е от каменна зидария с дървен покрив. Предполага се, че е построена в средата на 19 век на мястото на по-стара сграда, разрушена при разпускането на бекташкия орден през 1826 г. До същинското тюрбе е долепена битова сграда с приблизително същите размери. Тюрбето се посещава от къзълбаши от региона по време на техни религиозни празници.
Селото е с много прекрасна природа, има опция за туризъм и лов.